# Altenwalder Burg
Die Altenwalder Burg in Altenwalde, einem heutigen Stadtteil von Cuxhaven in Niedersachsen, war eine germanische Höhenburganlage. Sie befindet sich auf der Altenwalder Höhe oberhalb des Karl-Grote-Platzes. Die Burg lag auf einem altsächsischen Gräberfeld, das vom 3. bis 8. Jahrhundert mit Urnen belegt wurde.

## Geschichte
Vom 3. bis 8. Jahrhundert bestand hier ein altsächsisches Gräberfeld mit Urnenbeisetzungen. Die Leichenverbrennung wurde mit der Christianisierung des Land Hadelns (Haduloha oder Hatheleria) um 790 aufgegeben und die Verstorbenen wurde anschließend in Körpergräbern beerdigt. Neben zahlreichen Urnenfunden ist eine römische Silberschale bedeutsam, die sich heute im Niedersächsischen Landesmuseum Hannover befindet.
Der Urnenfriedhof wurde überbaut. Die fränkisch-karolingische Altenwalder Burg wurde darauf auf dem erhöhten Gelände (37,5 m NHN) nach römischem Vorbild angelegt. Sie war wohl die nördlichste fränkische Befestigung. Die Burganlage erfolgte während oder nach den Sachsenkriegen von 772 bis 804, vermutlich wurde sie um 797 zur Zeit des Frankenkönigs Karl angelegt. Die Wälle weisen mehrere Bauphasen auf, von denen nur die jüngste mit der Radiokarbonmethode in das 9./10. Jahrhundert datiert ist.
Sie hatte eine Ausdehnung von 60 × 90 Metern und bestand zumeist aus holzverkleideten Erdwällen und einem umlaufenden Graben. Vermutlich diente sie zur Abwehr der in dieser Zeit häufigen Wikingerüberfälle an der Küste (siehe auch Geschichte von Hadeln und Wursten). Auch sollte sie den inzwischen versandeten Hafen von Wolde, später Oldenwolde (1348 erwähnt), sowie den Handelsweg nach Holstein (Nord - Albingia) und zum Ostseeraum sichern.
Zur Regierungszeit (814–840) des Kaisers Ludwig der Fromme ging die Burg an den Erzbischof von Bremen (Erzbistum Bremen). Sie soll nur für einen relativ kurzen Zeitraum bestanden haben. Erstmals erwähnt wurde die Burg 1282 zusammen mit Wolde. Die verbliebenen Reste der rechteckigen Wallanlage auf der Altenwalder Höhe wurden durch den Ersten und Zweiten Weltkrieg beeinträchtigt.
Der 8 m breite Hauptwall ist noch 1,50 m hoch erhalten. Ihm war ein Graben von 2,40 m Breite und 1 m Tiefe vorgelagert. Der Wall ist aus lehmigen Sandschüttung aufgeworfen worden, deren Flanken mit einer Holz- und Plaggenkonstruktion stabilisiert wurden. Im Westen ist der Burg ein Vorwall vorgelagert.